# Jorge Conte Porras
Jorge Conte Porras (Penonomé, Panamá, 6 de diciembre de 1929 - Chiguirí Arriba, 3 de mayo de 2006) fue un historiador panameño.
Banquero de profesión, estudió administración pública en la Universidad de Panamá, con postgrado en el Instituto Tecnológico de Estudios Superiores de Monterrey, México.
Fue editor de la Revista Lotería y entre su vasta creación, figuran como las más conocidas el Calendario Histórico de la Nacionalidad, biografías de Arnulfo Arias Madrid, Belisario Porras y Victoriano Lorenzo y La rebelión de las esfinges, obra sobre la lucha institutora.
Murió el 3 de mayo de 2006, producto de un suicidio tras una larga depresión, siendo encontrado en las montañas de Tavidal en Chiguirí Arriba con dos disparos de bala.